# Novonor

logo firmy używane do 2020 roku

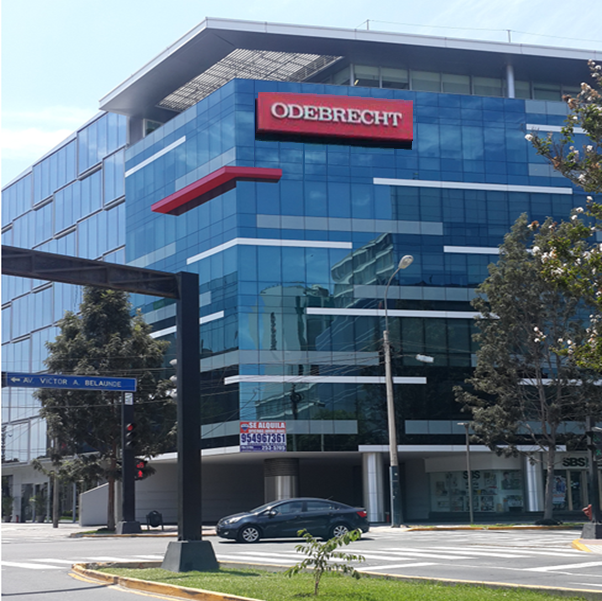
Biuro spółki w Limie (Peru)

Novonor (poprzednio Odebrecht) – brazylijski konglomerat, działający m.in. w branży budowlanej i konstrukcyjnej.

## Historia
Przedsiębiorstwo zostało założone w 1944 roku przez potomka niemieckich emigrantów Norberto Odebrechta (1920–2014). Początkowo działało jako przedsiębiorstwo budowlane w Salvadorze i jego okolicach, potem stopniowo poszerzało obszar działania.  
W 1953 nawiązało współpracę z Petrobrasem, budując m.in. rurociąg Catu-Candeias. W latach 70. i 80. XX wieku rządząca w Brazylii dyktatura wojskowa inwestowała w projekty infrastrukturalne w wielkiej skali, co miało zapewnić rozwój gospodarczy. Umożliwiło to ekspansję Odebrechtu, który uczestniczył m.in. w budowie dróg prowadzących przez Andy oraz przez Amazonię, elektrowni wodnych, budynków użyteczności publicznej.
W 1979 roku firma zaczęła dywersyfikować źródła przychodów, tworząc spółkę Odebrecht Perfurações Ltda, która nabyła 1/3 udziałów w petrochemicznym przedsiębiorstwie Companhia Petroquímica Camaçari. Rozpoczęła się także międzynarodowa ekspansja spółki, która zaczęła realizować projekty w innych krajach Ameryki Południowej, a także Angoli, Portugalii oraz USA.
W 2002 roku działające w branży chemicznej spółki zależne Odebrechtu zostały skonsolidowane i powstała spółka Braskem, której głównymi udziałowcami pozostali Odebrecht oraz Petrobras.  
W 1998 roku Norberto Odebrecht zrezygnował z kierowania firmą na rzecz swojego syna Emilio. W 2012 roku majątek rodziny Oderbrecht szacowany był na 8 mld reali (4,5 mld dolarów), co dawało im 8. pozycję na liście najbogatszych Brazylijczyków. 
Przed Mistrzostwami Świata w Piłce Nożnej, które odbyły się w Brazylii w 2014 roku, Odebrecht utworzył konsorcjum, które uczestniczyło w budowie czterech stadionów przygotowywanych na tę imprezę.

## Afera korupcyjna
W 2014 roku w Brazylii rozpoczęło się śledztwo, określane jako Operacja Lava Jato, dotyczące przyjmowania łapówek przez urzędników Petrobrasu. W trakcie śledztwa wyszło na jaw, że w ramach Odebrechtu funkcjonował specjalny ukryty departament zajmujący się przekazywaniem pieniędzy urzędnikom decydującym o przyznawaniu kontraktów, a także przekazywaniem środków na kampanie wyborcze polityków w 10 krajach, w tym Argentynie, Kolumbii, Ekwadorze, Peru i Wenezueli.
W 2015 prezes spółki Marcelo Odebrecht (wnuk założyciela) został aresztowany, a 8 marca 2016 skazany na 19 lat więzienia za korupcję. Firma została ukarana kwotą 2,6 mld dolarów. Marcelo Odebrecht, a także 76 innych przedstawicieli kierownictwa firmy wyraziło chęć współpracy ze śledczymi. Ich zeznania doprowadziły m.in. do skazania wiceprezydenta Ekwadoru, Jorge Glasa, na sześć lat więzienia, a także do próby odwołania ze stanowiska prezydenta Peru Pedro Pablo Kuczynskiego.

## Upadłość restrukturyzacyjna i rebranding
W 2019 roku zadłużenie spółki wynosiło 51 miliardów reali (ok. 13 miliarda dolarów), w czerwcu złożyła ona wniosek o ochronę przed upadłością – wydanie sądowego zakazu przejęcia majątku spółki (w tym udziałów w Braskemie) przez głównych wierzycieli. W lipcu 2020 sąd w São Paulo zaakceptował plan naprawczy przedsiębiorstwa. W grudniu tego roku spółka ogłosiła zmianę nazwy na Novonor, aby odciąć się od marki kojarzonej z aferami

## Źródła
- Historia na stronie firmy